# Isla San José (Mexiko)
Die Isla San José ist eine Insel im Süden des Golfs von Kalifornien vor der Küste von Niederkalifornien.
Sie liegt 60 km nördlich der Stadt La Paz und gehört zum Municipio La Paz im Bundesstaat Baja California Sur. Sie ist 182,962 km² groß und damit die sechstgrößte Insel Mexikos. Sie erreicht eine Höhe von 633 Metern.
Die Isla San José ist Brutgebiet der Gelbfußmöwe. In den Gewässern rund um die Insel gibt es eine Fülle von Fischarten. Seit 2005 gehört die Insel mit 243 anderen im Golf von Kalifornien zum UNESCO-Welterbe.

## Flora und Fauna
Im Vergleich zu anderen Inseln des Golf von Kalifornien zeichnet sich die Isla San José durch eine vergleichsweise reiche Flora und Fauna aus. Zur typischen Vegetation der Wüsteninsel gehören verschiedene Wüstenbäume, Kakti und Gebüsche, darunter Fouquieria digueti, Jatropha cinerea, Pachicerus pringley, Opuntia cholla, Bursera hindsiana, Bursera microphylla, Simmondsia chinensis, Cercidium peninsulare, Stenocereus gummosus, Cyrtocarpa edulis, Esenbeckia flava, Lycium sp. und  Olneya tesota.
Die Säugetierfauna besteht aus sieben heimischen Arten. Dabei handelt es sich um den Maultierhirsch (Odocoileus hemionus), das San-José-Strauchkaninchen (Sylvilagus mansuetus), die San-Jose-Kängururatte (Dipodomys insularis), die Taschenmaus Chaetodipus spinatus, die Amerikanische Buschratte Neotoma lepida, das Nordamerikanische Katzenfrett (Bassariscus astutus) und die Kaktusmaus (Peromyscus eremicus). Darüber hinaus wurden Katzen, Hunde, Ziegen und Ratten von den Menschen eingeführt.
Weitere heimische Tierarten sind verschiedene Schlangen wie die Klapperschlangen Crotalus enyo enyo, C. mitchellii und C. ruber lucanensis, die Bullennattern Pituophis melanoleucus bimaris und P. vertebralis und die Gewöhnliche Kutscherpeitschennatter (Masticophis flagellum) sowie die Eidechsenart Cnemidophorus tigris und der Zebraschwanzleguan  (Callisaurus draconoides). Unter den Vögeln sind der Fischadler (Pandion haliaetus), der Rotschwanzbussard (Buteo jamaicensis), der Wanderfalke (Falco peregrinus) und der Buntfalke (Falco sparverius) heimisch.